# 竇栄定
竇 栄定（とう えいてい、530年 - 586年）は、中国の隋の軍人。本貫は扶風郡平陵県。

## 経歴
竇善（竇熾の兄）の子として生まれた。容貌魁偉で、髭が美しく、弓射と乗馬を得意とした。西魏の文帝のとき、千牛備身となった。宇文泰に見出されて、平東将軍に任じられ、宜君県子の爵位を受けた。後に宇文泰が北斉と邙山で戦い、西魏軍が不利な状況に陥ったとき、栄定は汝南公宇文慶とともに騎兵2000を率いて北斉軍を邀撃し、北斉軍を退却させた。功績により上儀同の位を受けた。後に楊忠の下で突厥と連合して北斉の并州に侵攻した。永富県公の爵位を嗣ぎ、位は開府儀同三司に進み、忠州刺史に任じられた。武帝の下で北斉の平定にあたり、上開府の位を加えられ、前将軍・佽飛中大夫の位を受けた。
栄定は楊堅の姉の安成長公主を妻として迎えた。楊堅とは若い頃から厚い情誼を結んでいた。580年、楊堅が丞相となると、栄定は左右宮伯を領し、天台に駐屯し、露門内の両廂仗衛を総統し、禁中に常時宿衛した。尉遅迥の乱が平定されると、朝廷は山東の統治に気をつかって、栄定を洛州総管として赴任させた。
581年、隋が建国されると、栄定は長安に召還された。文帝（楊堅）は群臣の前で「朕が若く性悪で軽薄だったころ、気が合ったのは、竇栄定だけだった」と言って、栄定に褒賞を与えた。栄定は事件に連座して失脚したが、妻の長公主のおかげで、まもなく右武候大将軍として復帰した。文帝は幾度か栄定の邸に行幸して、恩賜はたいそう厚かった。栄定は佐命の功により、上柱国の位を受け、寧州刺史に任じられた。ほどなく再び右武候大将軍となった。まもなく秦州総管に任じられた。583年、突厥の沙鉢略可汗が隋の北辺に侵攻すると、栄定は行軍元帥となり、9総管と3万の兵を率いて涼州に出た。突厥軍と高越原で戦って対峙したが、水不足に苦しみ、馬を刺して血をすすってしのいだ。栄定が天を仰いで嘆息すると、にわかに雨が降って、軍の士気は回復した。栄定の軍は進撃して突厥軍を数度にわたって破り、突厥軍は講和を求めて撤退した。栄定の爵位は安豊郡公に進んだ。
1年あまりして、栄定は右武衛大将軍に任じられ、まもなく左武衛大将軍に転じた。文帝は栄定を三公の位につけようとしたが、栄定は固辞した。586年、死去した。享年は57。冀州刺史・陳国公の位を追贈された。諡を懿といった。
子に竇抗・竇慶・竇璡があった。竇抗が後を嗣いだ。

## 伝記資料
- 『隋書』巻39 列伝第4
- 『北史』巻61 列伝第49